# Heinz Ball (Unternehmer)
Heinz Ball (* 14. August 1902 in Stuttgart; † 17. November 1968 in Bonn) war ein deutscher Unternehmer und Erfinder.

## Leben
Heinz Ball wurde 1902 als Sohn des Stuttgarter Ingenieurs und mehrfachen Patente-Inhabers Alfred Ball geboren. Nach seiner Ausbildung unterhielt Heinz Ball bis 1938 ein Büro für Steuerberatung und Wirtschaftsberatung in Bühl, kaufte im selben Jahr das Bonner Unternehmen Hebona, benannte es in NOVO-Organisationsmittel GmbH um und entwickelte zahlreiche Ablage- und Karteikarten-Systeme. Bekannt wurde er durch die Entwicklung der Aktenhülle und der Klarsichthülle für Ringbücher, als deren Erfinder er bis heute gilt.
Nach seinem Tod 1968 übernahm sein Sohn Karlheinz Ball (* 1938) das Unternehmen und entwickelte es weiter, unter anderem durch die Produktion und Bedruckung von Plastikkarten. Ebenso entwickelte er die rationelle Herstellung der ABDA-Lochkarten für Apotheken gemeinsam mit der Siemens AG. Bis heute wurden rund fünf Milliarden ABDA-Karten für Apotheken in Deutschland, Frankreich, Österreich und der Schweiz hergestellt. Insgesamt produziert NOVO heute jährlich rund 30 Millionen Karten aus Kunststoff und Holzstoff im Scheckkartenformat als Kundenkarte, Geschenkkarte, Gutscheinkarte, Einlasskarte oder Fankarte für Bundesliga-Vereine.